# Quận Adams, Ohio
Quận Adams là một quận thuộc tiểu bang Ohio, Hoa Kỳ. Quận lỵ đóng ở West Union6. 
Dân số theo điều tra năm 2000 của Cục điều tra dân số Hoa Kỳ là người. Quận được đặt tên theo John Adams, tổng thống Hoa Kỳ thứ nhì.

## Địa lý
Theo Cục điều tra dân số Hoa Kỳ, quận này có diện tích 1512 km2, trong đó có 5 km2 là diện tích mặt nước.

### Các quận giáp ranh
- Quận Highland (bắc)
- Quận Pike (đông bắc))
- Quận Scioto (đông)
- Quận Lewis, Kentucky (nam)
- Quận Mason, Kentucky (tây nam)
- Quận Brown (tây)